# Бартезате (Леко)
Бартезате је насеље у Италији у округу Леко, региону Ломбардија.
Према процени из 2011. у насељу је живело 390 становника. Насеље се налази на надморској висини од 440 м.